# Romansa (ljubav)
Ljubavna romansa ili romansa je izraz kojim se opisuje intimni odnos dvoje ljudi koji odgovara idealu tzv. romantične ljubavi, odnosno u kojem jedno prema dugom gaje osjećaje maksimalne privrženosti i predanosti koji može, ali ne mora uvijek imati i seksualnu komponentu. Za taj fenomen se također koristi izraz ljubavna veza ili ljubavna afera.

## povezani članci
- Erotomanija
- Erotofobija